# Praia de Porto das Barcas
A Praia de Porto das Barcas é um areal com um pequeno porto de pesca situado próximo da localidade de Atalaia, na freguesia de Lourinhã e Atalaia, no município  da Lourinhã.
Fica situada a cerca de 20 Km a noroeste de Torres Vedras e a 15 Km para sul de Peniche. Apresenta bons acessos à A8 pela IP6, estando a menos de 50 minutos de Lisboa.
Em tempos uma grande praia, famosa pelos seus restaurantes, bares e hotéis, está agora em fase de recuperação, porto de pesca antigo e com magníficas esculturas em pedra feitas por um artista local, Zé, também conhecido por ZenArtes. Os seus trabalhos podem ser vistos na entrada da praia, junto às ruínas do antigo hotel e também um pouco por toda a Atalaia. Os comerciantes e locais costumam pedir-lhe que faça trabalhos em pedra, telha ou pinturas e exibem-nos nos seus estabelecimentos de forma a ajudarem este artista local. Também os muros de algumas casas em Porto de Barcas e Atalaia têm graffitis pintados por ele.
Perdeu grande parte da sua influência para a Praia da Peralta também na Atalaia.
Há algum tempo, reabriu o primeiro bar na praia o que levou de novo os turistas à praia.

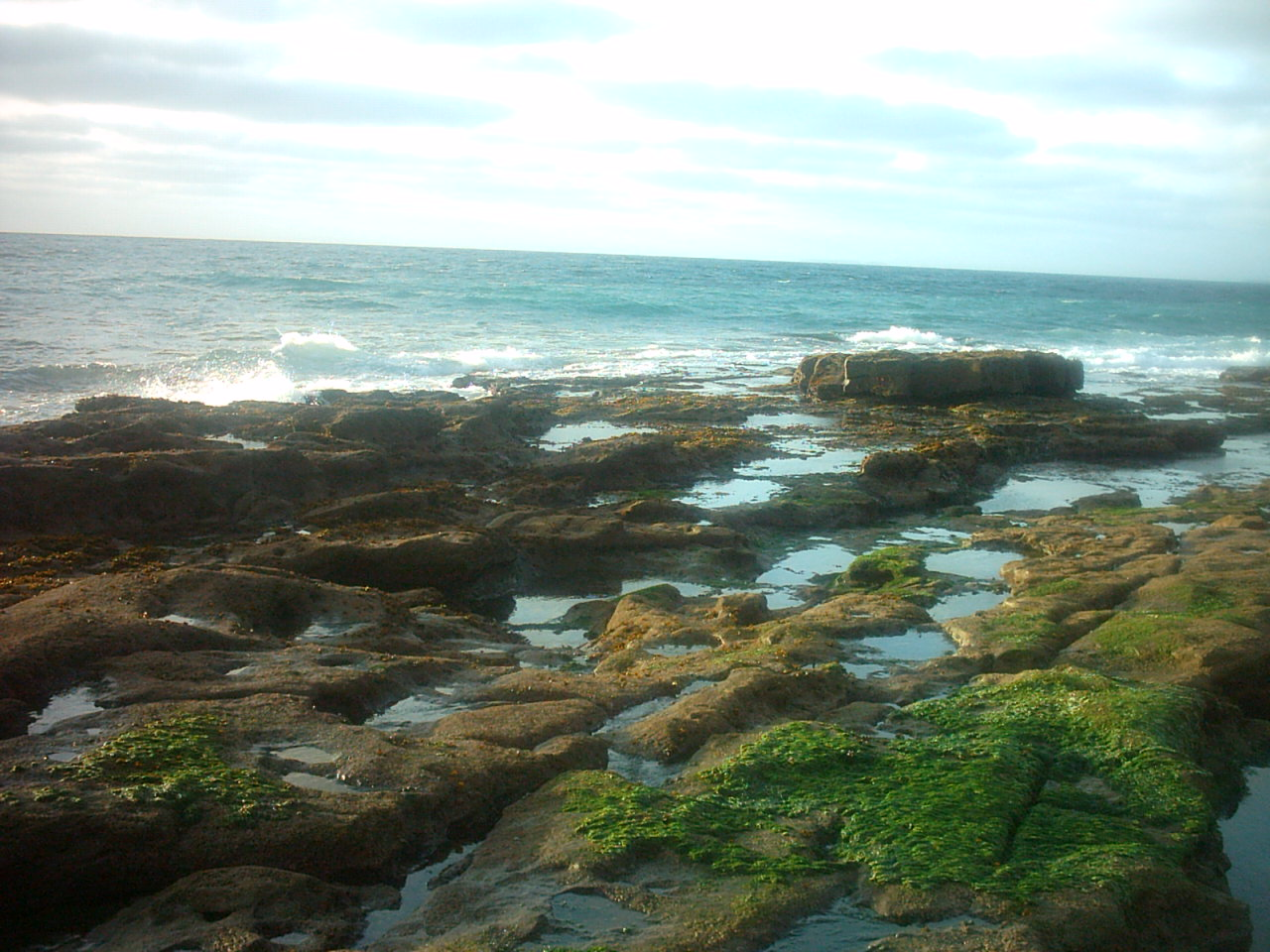
Lage fria, zona muito visitada

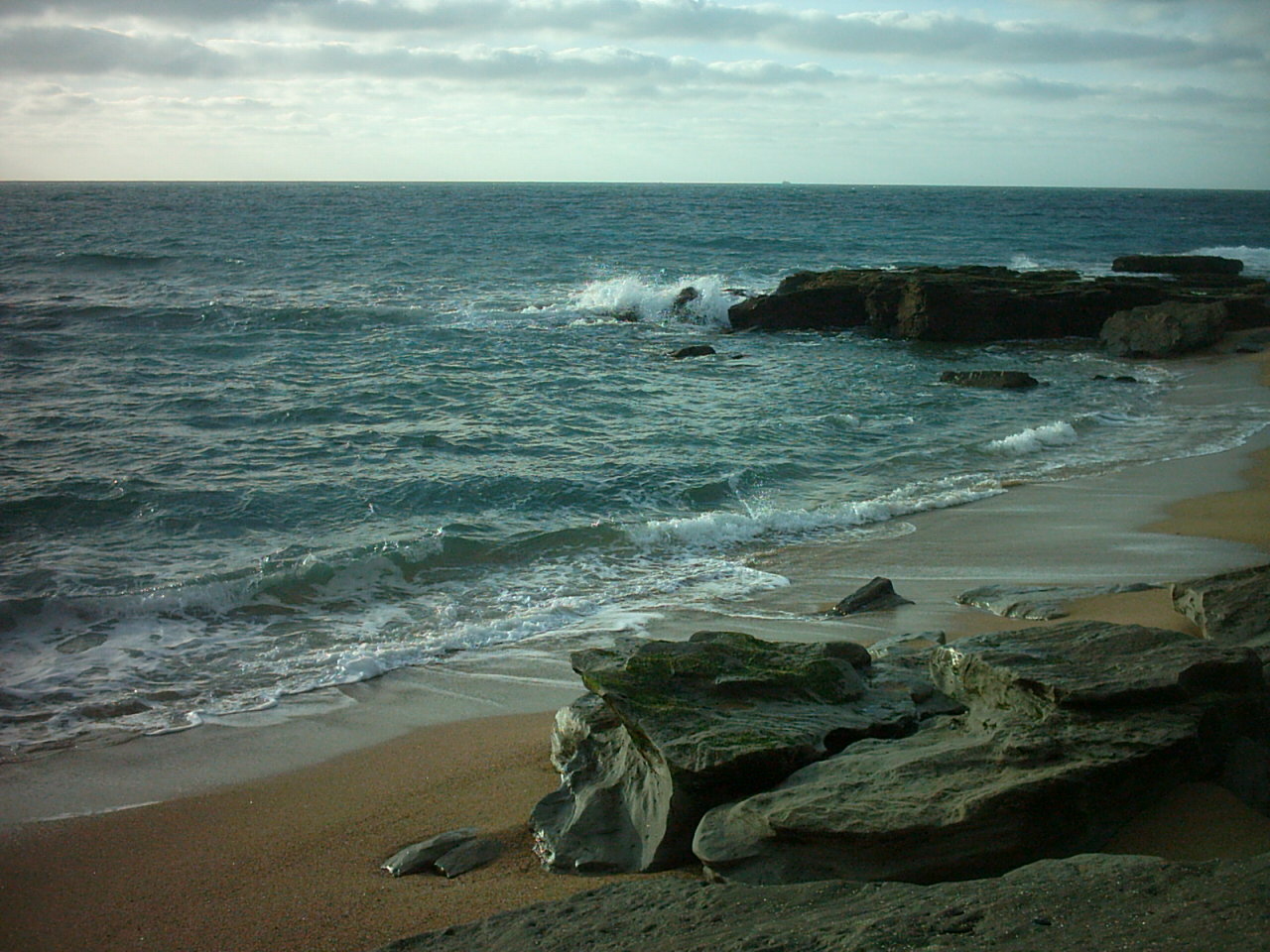
Lage fria

Fica situado a 5 minutos da marisqueira Frutos do Mar, do restaurante Alto da Arriba e do resort Noiva do Mar.
É famosa pelos mariscos, pela pesca e é também um local de excelência para paleontólogos pois aqui foram descobertos vários fósseis de dinossauros.

## Localização
Localidade: Porto das Barcas
Freguesia: Lourinhã e Atalaia
Município: Lourinhã
Entre Peniche e Torres Vedras, situa-se a Lourinhã. A Atalaia situa-se na parte Oeste do concelho, junto ao mar.

## Serviços
- Bar "Porto de Barcas"
- Nadador-Salvador
- Parque
- WC
- Chuveiro e lava-pés